# Sound of…

Логотип Sound of 2012

Sound of... — ежегодный опрос, проводимый телерадиовещательной корпорацией Би-би-си среди деятелей музыкальной индустрии, чтобы выявить наиболее перспективные новые таланты в популярной музыке. В опросе принимают участие более сотни музыкальных экспертов, среди которых критики, продюсеры, теле- и радиоведущие, редакторы авторитетных журналов и сайтов и известные блогеры.
Впервые он был проведён на сайте BBC News в 2003 году и в настоящее время широко освещается на теле-, радио- и онлайн-ресурсах корпорации, а также в других средствах массовой информации. Каждый декабрь публикуется длинный список из 15 номинантов (лонг-лист), и в следующем месяце объявляется победитель и ранжированный короткий список (шорт-лист).
По условиям отбора номинируемый исполнитель должен быть новичком, неизвестным широкой публике и не входившим в первую двадцатку хит-парада Великобритании.

## Победители и номинанты

### 2010—2019
| Год  | Победитель     | Второй                  | Третий       | Четвёртый    | Пятый             | Другие номинанты |
| ---- | -------------- | ----------------------- | ------------ | ------------ | ----------------- | --- |
| 2019 | Octavian       | King Princess           | Grace Carter | slowthai     | ROSALÍA           | Dermot Kennedy, Элла Май, FLOHIO, Mahalia, Sea Girls                                                                                         |
| 2018 | Сигрид         | Rex Orange County       | IAMDDB       | Khalid       | Pale Waves        | Alma, Билли Айлиш, Джейд Берд, Льюис Кэпалди, Nilüfer Yanya, Not3s, Сэм Фендер, Superorganism, Том Уокер, Yaeji, Yxng Bane                   |
| 2017 | Ray BLK        | Rag’n’Bone Man          | Raye         | Джорджа Смит | Надиа Роуз        | AJ Tracey, Anderson .Paak, Cabbage, Дэйв, Деклан Маккена, Мэгги Роджерс, Ray BLK, Стеффлон Дон, The Amazons, The Japanese House, Том Греннан |
| 2016 | Джек Гэррет    | Алессия Кара            | NAO          | Blossoms     | Mura Masa WSTRN   | Билли Мартен, Дуа Липа, Frances, Иззи Бизу, J Hus, Лоил Карнер, Mabel, Rat Boy, Section Boyz                                                 |
| 2015 | Years & Years  | Джеймс Бэй              | Stormzy      | Raury        | George the Poet   | Kwabs, Låpsley, Novelist, Рэй Моррис, Shamir, Shura, Slaves, SOAK, Sunset Sons, Wolf Alice                                                   |
| 2014 | Сэм Смит       | Элла Эйр                | Banks        | Sampha       | Джордж Эзра       | Chance the Rapper, Хлоя Хоул, FKA twigs, Jungle, Kelela, Люк Ситал-Сингх, MNEK, Ник Малви, Royal Blood, Say Lou Lou                          |
| 2013 | Haim           | AlunaGeorge             | Энджел Хейз  | Лора Мвула   | Chvrches          | A*M*E, Арлисса, King Krule, Kodaline, Little Green Cars, Palma Violets, Peace, Savages, The Weeknd, Том Оделл                                |
| 2012 | Майкл Киванука | Фрэнк Оушен             | Азилия Бэнкс | Skrillex     | Niki and the Dove | ASAP Rocky, Дот Роттен, Dry the River, Flux Pavilion, Friends, Jamie N Commons, Лианн Ла Хавас, Рен Харвью, Spector, Stooshe                 |
| 2011 | Джесси Джей    | Джеймс Блейк            | The Vaccines | Джейми Вун   | Клэр Магуайр      | Анна Кальви, Daley, Esben and the Witch, Джей Пол, Mona, Nero, The Naked and Famous, Warpaint, Wretch 32, Yuck                               |
| 2010 | Элли Голдинг   | Marina and the Diamonds | Delphic      | Hurts        | The Drums         | Daisy Dares You, Девлин, Everything Everything, Giggs, Gold Panda, Джой Орбисон, Owl City, Rox, Stornoway, Two Door Cinema Club              |

### 2003—2009
| Год  | Победитель      | Второй                   | Третий                   | Четвёртый         | Пятый         | Шестой          | Седьмой                       | Восьмой           | Девятый     | Десятый           |
| ---- | --------------- | ------------------------ | ------------------------ | ----------------- | ------------- | --------------- | ----------------------------- | ----------------- | ----------- | ----------------- |
| 2009 | Литл Бутс       | White Lies               | Florence and the Machine | Empire of the Sun | La Roux       | Леди Гага       | V V Brown                     | Кид Кади          | Passion Pit | Дэн Блэк          |
| 2008 | Адель           | Даффи                    | The Ting Tings           | Glasvegas         | Foals         | Vampire Weekend | Joe Lean & The Jing Jang Jong | Black Kids        | MGMT        | Сантиголд         |
| 2007 | Мика            | The Twang                | Klaxons                  | Сэди Ама          | Enter Shikari | Air Traffic     | Cold War Kids                 | Just Jack         | Ghosts      | The Rumble Strips |
| 2006 | Корин Бэйли Рэй | Clap Your Hands Say Yeah | The Feeling              | Plan B            | Guillemots    | Sway            | Крис Браун                    | Маркос Хернандес  | KubbKubb    | The Automatic     |
| 2005 | The Bravery     | Bloc Party               | Kano                     | Game              | Kaiser Chiefs | KT Tunstall     | The Dead 60s                  | The Dears         | Том Век     | The Magic Numbers |
| 2004 | Keane           | Franz Ferdinand          | Уайли                    | Razorlight        | Джосс Стоун   | McFly           | Scissor Sisters               | The Ordinary Boys | MC Tali     | Джемма Фокс       |
| 2003 | 50 Cent         | Electric Six             | Yeah Yeah Yeahs          | The Thrills       | Диззи Раскал  | Interpol        | Audio Bullys                  | Марио             | The Datsuns | Шон Пол           |